# Hypericum senanense
Hypericum senanense är en johannesörtsväxtart. Hypericum senanense ingår i släktet johannesörter, och familjen johannesörtsväxter.

## Underarter
Arten delas in i följande underarter:
- H. s. mutiloides
- H. s. senanense